# Comissão Nacional Eleitoral Independente
A Comissão Nacional Eleitoral Independente (em inglês: Independent National Electoral Commission), também conhecida pelo acrônimo INEC, é uma autarquia federal nigeriana responsável por organizar e assegurar a transparência dos pleitos eleitorais realizados no país tanto a nível regional quanto a nível nacional. Foi oficialmente fundada em 1998 durante o governo militar do general Abdulsalami Abubakar, 11.º presidente da Nigéria e último líder militar a comandar o país, com o objetivo de promover uma transição política pacífica que devolveria o poder aos civis após a eleição de Olusegun Obasanjo na eleição presidencial de 1999, evento que culminou no início ao atual período da história nigeriana denominado Quarta República.

## Histórico
o No momento de sua fundação, Abubakar nomeou Ephraim Akpata como presidente. Logo no início de sua gestão, Akpata teve que julgar pedidos de autorização protocolados por diversos movimentos sociais que reivindicavam participar das próximas eleições gerais agendadas para fevereiro de 1999 e precisavam, por conta disso, obter o status de partido político. Dos 26 pedidos, foram concedidos somente 9 registros provisórios que, posteriormente, reduziram-se a apenas 3 registros permanentes.
Apesar dos esforços para assegurar a realização de eleições livres e justas, o processo eleitoral sofreu diversas críticas por parte de monitores e observadores internacionais. Após a morte de Akpata em janeiro de 2000, o novo governo civil de Olusegun Obasanjo, presidente democraticamente eleito na eleição presidencial de 1999, indicou Abel Guobadia para sucedê-lo no cargo, tendo a escolha sido ratificada posteriormente pelo Senado da Nigéria em maio do mesmo ano. Guobadia foi o responsável por organizar as eleições gerais de 2003, que acabaram marcadas por violência generalizada e outras irregularidades eleitorais.
Em junho de 2005, Guobadia aposentou-se do cargo e Obasanjo indicou Maurice Iwu. Logo após sua nomeação, Iwu determinou que monitores estrangeiros não seriam autorizados a trabalhar diretamente no dia das eleições, autorizando somente a presença de observadores internacionais. Tal decisão foi criticada por políticos e movimentos sociais de todo o país, que passaram a pressionar por sua saída do cargo. A organização das eleições gerais de 2007 pelo INEC foi novamente criticada e classificada como abaixo dos padrões democráticos aceitáveis.
Após a renúncia de Iwu em abril de 2010, Attahiru Jega foi indicado pelo presidente Goodluck Jonathan e aprovado por maioria dos senadores nigerianos para assumir o cargo em junho do mesmo ano. A escolha de Jega também foi referendada por unanimidade pelo Conselho Nacional de Estado, composto pelos ex-presidentes do país até então, além dos presidentes do Senado da Nigéria e da Câmara dos Representantes e por mais da metade dos 36 governadores estaduais do país, evitando que se levantasse a polêmica sobre se o presidente deveria ou não submeter à votação do Conselho um nome para o INEC já aprovado pelos senadores, responsáveis pela aprovação ou reprovação das indicações presidenciais. Em geral, a opinião pública nigeriana reagiu positivamente à escolha de Jega, embora tenha havido algumas críticas a respeito da capacidade do novo presidente do INEC em promover reformas eleitorais necessárias para que as eleições gerais de 2011 ocorressem com maior lisura e segurança.
Durante a campanha eleitoral para as eleições gerais de 2015, a condução do processo eleitoral pelo INEC sofreu fortes críticas tanto de oposicionistas quanto de governistas aliados de Jonathan, que acusaram Jega de excessiva parcialidade pró-governo. Por conta disso, após o fim de seu mandato de 5 anos, Jega foi substituído interinamente por Amina Zakari até que o oposicionista Muhammadu Buhari, vencedor da eleição presidencial de 2015 indicasse oficialmente o nome de Mahmood Yakubu para o cargo. Yakubu é o atual presidente do INEC desde 2015.

## Controvérsias

### Impasse sobre a candidatura de Atiku Abubakar em 2007
A trajetória de atuação do INEC na organização e realização de processos eleitorais no país já enfrentou algumas situações controversas. A principal delas ocorreu em 2007 sobre a situação de elegibilidade do então vice-presidente Atiku Abubakar, que havia lançado oficialmente sua candidatura para a eleição presidencial desse ano. O INEC cassou o registro de candidatura de Abubakar com base em acusações de fraude. No entanto, após recurso apresentado pela defesa do candidato, a Suprema Corte da Nigéria cassou a decisão ao entender que o INEC não dispõe da prerrogativa de cassar candidaturas, independente da situação jurídica dos candidatos a quaisquer pleitos eleitorais, sejam eles nacionais ou regionais. Dessa forma, o nome de Abubakar foi incluído de última hora nas cédulas eleitorais entregue aos eleitores no dia da votação.

### Verificação inteligente de títulos eleitorais em 2015
Na preparação para as eleições gerais de 2015, o INEC introduziu um sistema de leitor inteligente de títulos eleitorais para verificar se o registro de cada eleitor consta na base de dados do órgão, bem como se os títulos eleitorais apresentados pelo mesmo encontra-se em situação regular pela justiça eleitoral nigeriana. Tais medidas que visavam combater a incidência de fraudes eleitorais foram apoiadas por ampla maioria do eleitorado do país, porém um grupo de 4 partidos minoritários que alegaram estar representando os interesses de outras 15 legendas partidárias opuseram-se às medidas de segurança e exigiram que o INEC não aplicassem-nas já para as eleições desse mesmo ano, sem sucesso. As eleições gerais de 2015 foram consideradas por observadores internacionais como as mais livres, justas e críveis realizadas desde o início da Quarta República em 1999.

### Acusações de irregularidades eleitorais nas eleições de 2019
Durante a eleição presidencial de 2019, o INEC foi acusado de ter cometido uma série de irregularidades eleitorais que iam desde a falta de cédulas eleitorais em seções de votação e problemas no funcionamento do sistema de verificação inteligente de títulos eleitorais até a anulação de um grande número de votos válidos durante a apuração dos resultados sem razões conhecidas. Por conta disso, o Partido Democrático do Povo (PDP), principal partido de oposição ao governo de Muhammadu Buhari, bem como seu candidato presidencial Atiku Abubakar recusaram-se a reconhecer os resultados da eleição, que apontaram para uma vitória tranquila de Buhari, que obteve 55,60% dos votos válidos e reelegeu-se para um segundo mandato consecutivo. O PDP apelou junto à Suprema Corte da Nigéria, exigindo recontagem de votos, sem sucesso.